# 합천 화수당
합천 화수당(陜川 花樹堂)은 대한민국 경상남도 합천군 대병면 대지리에 있는 조선시대의 건축물이다.
1984년 11월 23일 경상남도의 문화재자료 제104호 화수당으로 지정되었다가, 2018년 12월 20일 현재의 명칭으로 변경되었다.

## 개요
청주 곽씨 문중에서 후세를 교육하기 위해 지은 건물이다.
1500년대에 지은 건물로 원래 삼락재라고 불렀는데, 뒷날 익성 허유가 화수당이라 이름지었다고 전한다. 1854년 지금의 위치에서 동쪽으로 1km정도 떨어진 유전리에 다시 지었는데 합천댐 건설로 1986년 10월 지금 있는 자리로 옮겨 복원하였다.
건물은 앞면 4칸·옆면 2칸 규모에, 지붕은 옆면에서 볼 때 사람 인(人)자 모양인 팔작지붕으로 꾸몄다.

## 참고 자료
- 화수당 - 국가유산청 국가유산포털